# Verdeckter Arbeitsmarkt
Als verdeckten Arbeitsmarkt oder verdeckten Stellenmarkt bezeichnen Personalverantwortliche Stellen, die ohne eine öffentliche Ausschreibung besetzt werden. Im Unterschied hierzu versteht man unter dem öffentlichen Arbeitsmarkt alle Stellenausschreibungen, die über Webseiten, Jobportale sowie Stellenanzeigen in Printmedien ausgeschrieben werden.
Personalexperten beziffern diesen Markt als sehr viel größer, denn hier werden Stellen besetzt über das eigene Netzwerk, durch Personalberatungen und vorhandene Kontakte zu geeigneten Bewerbern. Das spart dem suchenden Unternehmen Kosten und Aufwand. Meist ist es auch wesentlich zielgenauer. Den verdeckten Stellenmarkt erreicht man durch Initiativbewerbungen, über soziale Netzwerke (Social Networks) oder durch Beziehungen.

## Bewerbungsformen für den verdeckten Stellenmarkt

### Initiativbewerbungen
Bei den i-Bewerbungen gibt es verschiedene Möglichkeiten:
- Initiativbewerbung über online zur Verfügung gestellte Formulare der jeweiligen Unternehmen.
- i-Bewerbung mit vorheriger Recherche über das jeweilige Unternehmen. Firmendaten und Ansprechpartner werden im Vorfeld ermittelt und verwendet. Vorteil: gezielter Einsatz. Nachteil: hoher Zeitaufwand.
- Jobinitiative in großem Umfang ohne Recherche. Eine große Zahl von Initiativbewerbungen wird weit gestreut versendet. Vorteil: Eine große Zahl von Firmen wird erreicht. Nachteil: kein persönlicher Bezug.

### Social Networks
Hier können Firmen und Bewerber ihr Profil präsentieren. Im Networking werden Kontakte hergestellt, um ein eigenes Netzwerk zu knüpfen und für berufliche und private Kontakte zu nutzen.

### Beziehungen
Firmen vergeben freie Arbeitsstellen ohne öffentliche Ausschreibung an Personen aus dem Umfeld von Mitarbeitern, oft bezeichnet als Jobsuche durch Vitamin B.
Die Beziehungen haben aber ihre Grenzen, in größeren Unternehmen mit Betriebsrat, Tarifverträgen und gewerkschaftlicher Mitbestimmung gibt es oft Vereinbarungen, dass Stellen zumindest intern ausgeschrieben werden müssen, in Deutschland haben Betriebsräte ein gesetzlich verankertes Mitspracherecht bei Einstellungen, daher sind in größeren Firmen nicht ohne weiteres verdeckte Einstellungen möglich, es sei denn man hat vorab schon einen Kandidaten und das Einstellungsverfahren ist eine Farce.
Auch im öffentlichen Dienst kann man nicht beliebig Kandidaten einsetzen wie es der SPD Oberbürgermeister Rolf-Georg Köhler der Stadt Göttingen wiederholt versuchte, was aber mehrere Mal vor dem Verwaltungsgericht Göttingen erfolgreich angefochten wurde von unterlegenen Kandidaten.

### Klassische Bewerbung und Initiativbewerbung
Bei der klassischen Bewerbung nehmen Arbeitsuchende Bezug auf eine konkrete Stellenausschreibung.
Bei der Initiativbewerbung erfolgt der Erstkontakt durch den Bewerber.
Bei beiden Formen werden Bewerbungsunterlagen eingereicht und der Arbeitsuchende macht Werbung für sich selbst.